# Muzeul Holocaustului din Grecia
Muzeul Holocaustului din Grecia (în greacă Μουσείο Ολοκαυτώματος Ελλάδος, transliterat: Mouseío Olokaftómatos Elládos), oficial Muzeul Memorial al Holocaustului și Centrul Educațional al Greciei pentru Drepturile Omului, este un muzeu dedicat Holocaustului, programat a fi înființat în orașul Salonic (Grecia).

## Construcție și finanțare
Construcția acestui muzeu a fost propusă în anul 2016 și este finanțată parțial de Republica Federală Germania (10 milioane de euro), cu sprijinul Primăriei orașului Salonic (conduse la acea vreme de primarul Yiannis Boutaris⁠(d)). Costul total al construcției a fost estimat la 25 de milioane de euro (aprox. 29,57 milioane USD). Piatra de temelie⁠(d) a fost pusă la 30 ianuarie 2018.
În anul 2022 medicul veterinar Albert Bourla⁠(d), un locuitor de origine evreiască al Salonicului și președinte director general al companiei americane Pfizer, a donat suma de 1 milion de dolari (aferentă Premiului Genesis⁠(d) pe care îl obținuse pentru activitatea desfășurată în furnizarea vaccinului Pfizer–BioNTech împotriva COVID-19) pentru construirea Muzeului Holocaustului din Grecia și a unui centru educațional dedicat în mod special cunoașterii soartei comunității evreiești din Grecia⁠(d).

## Locație
Locul ales pentru construirea muzeului se află într-o piață deschisă de la capătul căii ferate și extinde pasarela situată de-a lungul țărmului maritim al Salonicului, făcând legătura între portul orașului, istoricul Turn Alb și vechea gară, care a fost folosită în timpul războiului pentru deportarea evreilor locali.

## Context
În 1942 trupele germane au început să pună în aplicare Legile de la Nürnberg în orașul Salonic și le-au ordonat bărbaților evrei să se prezinte pentru a fi înregistrați în Piața Eleftherias⁠(d), unde au fost torturați și umiliți în public înainte de a fi obligați să presteze muncă forțată. În apropierea gării a fost înființat un ghetou evreiesc. În anul 1943 cei 56.000 de evrei ai orașului au fost deportați, cu ajutorul a 19 trenuri ale morții, în lagărele de concentrare Auschwitz și Bergen-Belsen, unde 43.000 – 49.000 de evrei au fost uciși. Călătoria cu trenul de la Salonic până la cele două lagăre de concentrare a fost cea mai lungă dintre toate călătoriile cu trenurile morții, iar evreii au fost obligați să-și cumpere bilet.

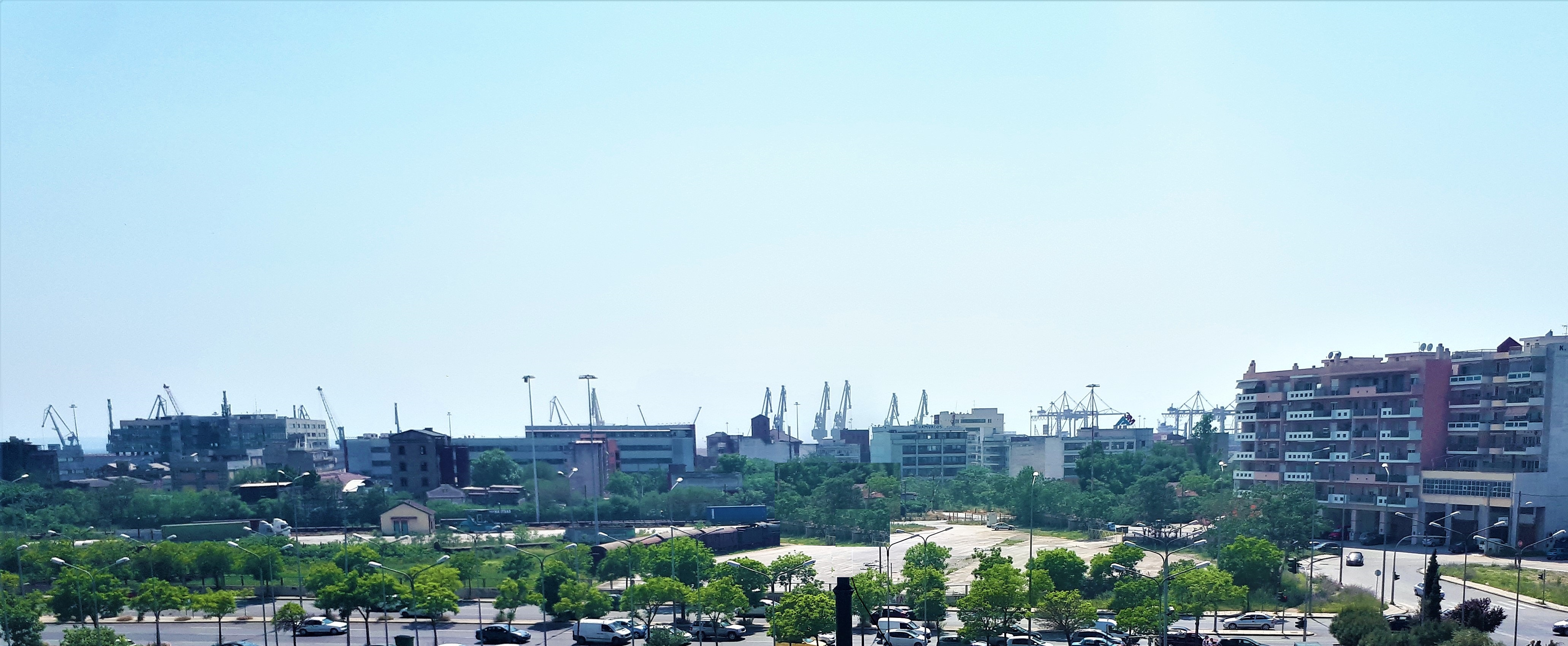
Zona din Salonic în care se află muzeul

În perioada cuprinsă între secolul al XV-lea și începutul secolului al XX-lea, Salonic a fost singurul oraș din Europa în care evreii reprezentau o majoritate a populației. Cu toate acestea, numai 2.000 de evrei au revenit acolo după război și mai puțin de 1.000 au mai rămas astăzi. În total, 80.000 de evrei greci (adică 85% din totalul populației evreiești) au fost uciși în Holocaust.